# Life Support (album)
Pour les articles homonymes, voir Life Support.
Albums de Madison Beer
As She Pleases
(2018) Silence Between Songs
(2023)
Singles
1. Good in Goodbye
Sortie : 31 janvier 2020
2. Selfish
Sortie : 14 février 2020
3. Baby
Sortie : 21 août 2020
4. Boyshit
Sortie : 11 décembre 2020

Life Support est le premier album studio de la chanteuse américaine Madison Beer, sorti le 26 février 2021 et produit par Access et Epic. L'album est co-écrit par Beer et elle co-produit aussi la plupart des chansons qui y sont incluses. La conception de l'album-concept se déroule alors que Beer vit un grand épisode dépressif et reçoit un diagnostic de trouble de la personnalité borderline. Les thématiques centrales de l'album sont liés majoritairement à la santé mentale. Le genre musical de Life Support, est pop avec des éléments de R&B et d'indie pop.

## Conception
Beer commence à travailler sur un projet d'album studio dès la sortie de son premier EP As She Pleases (2018). Le 9 novembre 2018 paraît le titre Hurts Like Hell, une collaboration avec le rappeur américain Offset comme premier single de son projet de premier album studio. La sortie de l'album est initialement prévue pour 2019, mais finalement repoussée et le titre Hurts Like Hell est retiré de la liste des pistes au profit du prochain single Dear Society qui paraît le 17 mai 2019. Les deux titres sont finalement omis du projet avant sa sortie officielle. Le titre Life Support est dévoilé après une fuite d'information en juillet 2019. Le 16 août 2019, elle annonce avoir signé avec Epic Records et qu'elle planifie publier de nouveaux titres.

## Liste des pistes
| 1.    | The Beginning                   | - Madison Beer - Leroy Clampitt                                                                                         | 0:58 |
| 2.    | Good in Goodbye                 | - Beer - Elizabeth Lowell Boland - Isaiah Libeau - Clampitt - Kinetics & One Love - Jeremy Dussolliet - Timothy Sommers | 2:22 |
| 3.    | Default                         | - Beer - Rachel Keen - Clampitt                                                                                         | 1:57 |
| 4.    | Follow the White Rabbit         | - Beer - Keen - Clampitt                                                                                                | 3:00 |
| 5.    | Effortlessly                    | - Beer - Boland - Clampitt - Paul Shelton                                                                               | 2:49 |
| 6.    | Stay Numb and Carry On          | - Beer - Clampitt - Dussolliet - Sommers                                                                                | 2:44 |
| 7.    | Blue                            | - Beer - Boland - Yin - Clampitt                                                                                        | 3:50 |
| 8.    | Interlude                       | - Beer - Boland - Clampitt                                                                                              | 1:50 |
| 9.    | Homesick                        | - Beer - Boland - Dussolliet - Sommers                                                                                  | 3:47 |
| 10.   | Selfish                         | - Beer - Boland - Jaramye Daniels - Dussolliet - Clampitt - Sommers                                                     | 3:43 |
| 11.   | Sour Times                      | - Beer - Boland - Clampitt - Dussolliet - Sommers                                                                       | 2:45 |
| 12.   | Boyshit                         | - Beer - Taylor Upsahl - Jake Banfield - Clampitt - Pete Nappi                                                          | 2:40 |
| 13.   | Baby                            | - Beer - Boland - Dussolliet - Clampitt - Sommers                                                                       | 3:28 |
| 14.   | Stained Glass                   | - Beer - Dussolliet - Clampitt - Sommers                                                                                | 3:28 |
| 15.   | Emotional Bruises               | - Beer - Boland - Evan Bogart - Larus Arnarson - Clampitt                                                               | 3:01 |
| 16.   | Everything Happens for a Reason | - Beer - Clampitt | 2:26 |
| 17.   | Channel Surfing / The End       | - Beer - Boland - Dussolliet - Clampitt - Sommers - Shelton                                                             | 1:44 |
| 46:32 |                                 | |      |